# De Moriaan (Maassluis)

De Moriaan (het middelste gebouw) in 1935

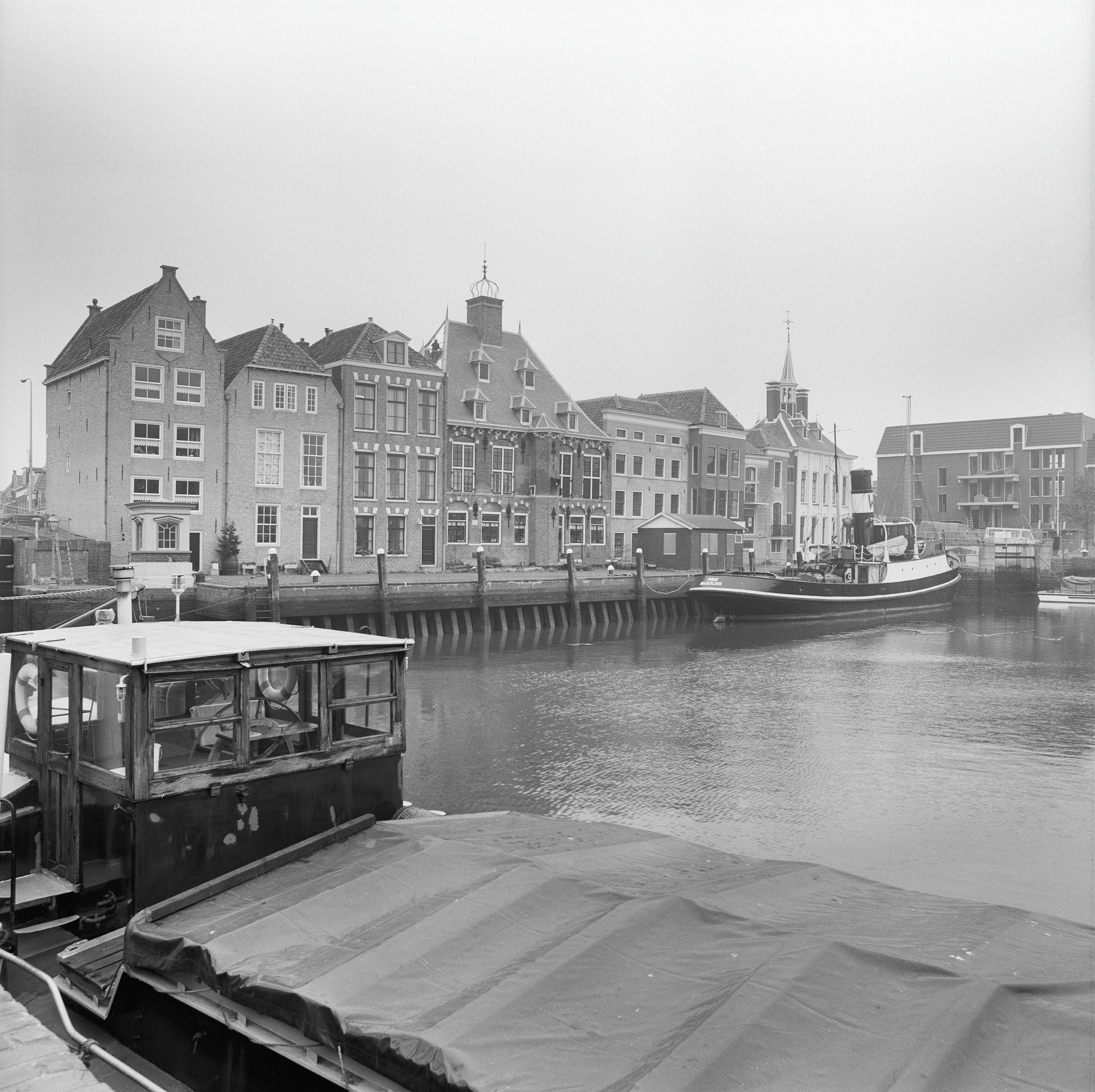
Rechts, waar het moderne appartementsgebouw staat, stond vroeger De Moriaan.

De Moriaan was een dure en exclusieve herberg in Maassluis die al in 1610 bestond. Het gebouw stond aan de Haven 2, waar de Stadshuiskade en de Zuiddijk samenkomen, niet ver van het Oude stadhuis. Karakteristiek aan de herberg was het beeld van een Moor op de voorgevel. Dit beeld bestaat nog steeds en bevindt zich nu aan de gevel van Café De Moriaan in Maassluis.
De Moriaan trok in haar eerste eeuwen voornamelijk mensen aan die reisden tussen Den Haag en Brielle of mensen die naar Hellevoetsluis reisden om een schip naar het buitenland te nemen.
De herberg heeft in haar geschiedenis meerdere nevenfuncties vervuld, waaronder vergadercentrum, muziekpodium, koffiehuis, postkantoor en veiling. Later is de herberg onder andere een logement, hotel en café-restaurant geweest, tot haar sluiting en sloop in 1939. 

## Naamgeving
De naam is een oude term voor neger en de naam 'moriaan' werd vroeger veel gebruikt voor herbergen, en verwijst meestal naar Balthasar: een van de Drie Koningen uit het Oosten, die van ver kwam om Jezus van Nazareth te bezoeken.
Volgens een volksverhaal zou de naam Moriaan van een Ethiopische missionaris vandaan komen die in Maassluis aanspoelde en een opwekkingsbeweging begon.

## Geschiedenis

### 16e en 17e eeuw
Op de locatie van de Moriaan stond in de 14e eeuw al een herberg en er zijn verwijzingen tijdens het gevangenschap van Filips van Marnix van Sint-Aldegonde naar een herberg in 1573. Mogelijk was dit De Moriaan of haar voorloper onder een andere naam. De oudste verwijzing naar De Moriaan komt uit 1610 in de Kerkarchieven van Maassluis. Daar wordt aangegeven dat de aanbestedingen voor de werkzaamheden van de kerk hier werden gehouden.

Intocht van stadhouder Willem IV in Maassluis door Cornelis Pronk (1691-1759)

In de 17e en begin 18e eeuw bezochten vele stadhouders Maasluis, zoals Maurits van Oranje in 1616, Frederik Hendrik van Oranje in 1632 en in 1642, Willem II van Oranje in 1641, Willem III van Oranje in 1660 en in 1688 en Willem IV van Oranje-Nassau in 1734, en zij maakten vaak gebruik van de diensten van deze herberg.
Een anekdote uit 1676 verhaalt van een poging om de Protestant Jean-François Paul, heer van Serdan, naar Parijs te ontvoeren omdat hij meewerkte aan een moordkomplot tegen Lodewijk XIV. De Fransen soldaten die verantwoordelijk voor deze ontvoering zouden zijn, kwamen eerst samen in De Moriaan, waar kastelein Engel van der Valck getuige van was. Zij werden gearresteerd. 

### 18e eeuw
In de 18e eeuw bleef de herberg een trekpleister voor de elite. In december 1728 bezocht Frederik van Groot-Brittannië, prins van Wales De Moriaan. Hij was incognito en vermomde zich als een Duitse edelman.In 1737 bezocht prinses Luise Dorothea, de vrouw van Frederik III van Saksen-Gotha-Altenburg, Maassluis, om verder te trekken richting Hellevoetsluis. Zij liet een deel van haar hofhouding achter in De Moriaan, waaronder de diplomaat (niet de schrijver) Horatio Walpole, 1e Baron van Walpole. 
In datzelfde jaar wordt de herberg gerenoveerd en schrijft de Maassluisse dichter Pieter Schim een lofdicht aan de verneude herberg de Moorjaen van ene C. van Linden, genaamd De Herbergzaemheit Gekroont:

Noch wanstal ziende in mijn Moorjaen.
Dit Rusthuis zag Maessluis volbouwen,
Een Vryburg, meerder als gemeen! 

De eigenaar in deze periode was Cornelis van der Linden, toen de burgemeester van Maassluis. De herberg had in deze periode 15 slaapplaatsen, waarvan negen ledikanten en een aparte blauwe ledikantenkamer en de rest bedsteden waren.  In 1766 was Van der Linden niet meer de eigenaar, want het pand, plus stal werd verhuurd in 1764 aan Hendrik Stoffeling.  Stoffeling was kastelein in de jaren 70 en is toen gevlucht voor zijn schuldeisers, waarbij hij zijn sleutels netjes op de toonbank achter liet.
Willem V van Oranje-Nassau overnachtte meerdere keren in de herberg. Hij bezocht de stad in 1768, waar hij van het dorpsbestuur een weelderige maaltijd kreeg in van 452 gulden, wat in die tijd twee maal het jaarinkomen van een zeeman was. In 1772, toen hij in de herberg verbleef, groette hij de menigte vanachter een open raam in de Grote Kamer. Hij wenste het dorp welstand toe en een goede haringvangst.

### 19e en 20e eeuw

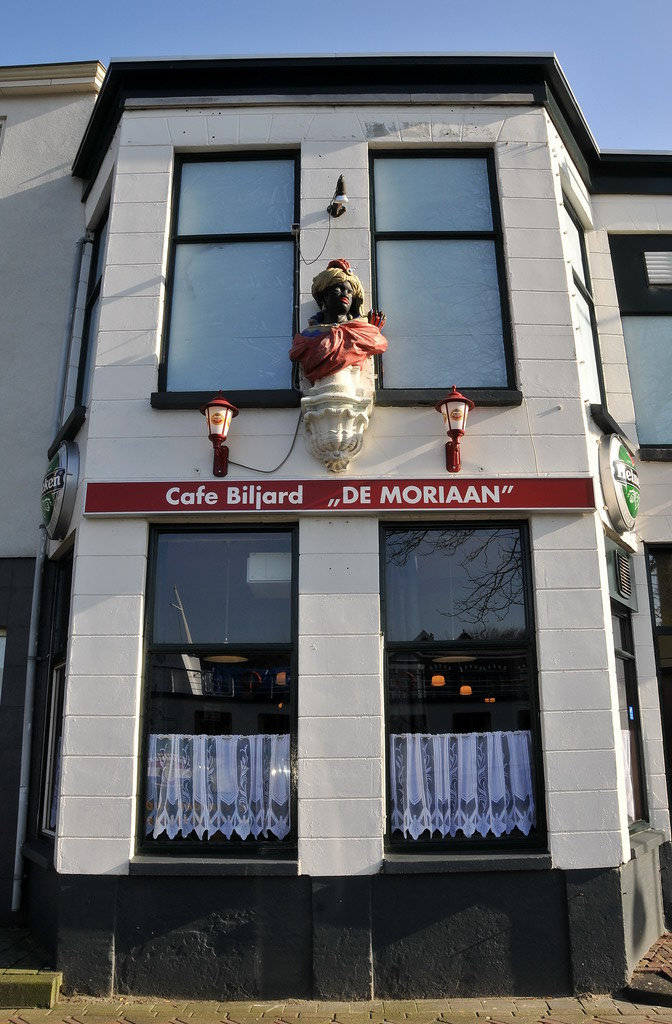
Het enigste overblijfsel van De Moriaan is de Morenkop die aan de gevel van cafe De Moriaan hangt

Toen Nederland bevrijd werd van de Franse overheersing, proclameerde de magistraat op 13 december 1813 van het balkon van de Moriaan het nieuwe bewind aan.  In 1826 kwamen Logement De Moriaan, samen met koetshuizen en stallen, te koop te staan.  In 1884 wordt de eigenaar opgelicht door een Duits-Poolse oplichter genaamd Jozef Zons voor een bedrag van 130 gulden. 
Vanaf 1892 noemde De Moriaan zichzelf geen logement meer maar een hotel, wat betekende dat er minder vermogende gasten verbleven.  In 1896 werd De Moriaan verbouwt en gemoderniseerd, voornamelijk het marmer, steenwerk en sanitair. Het hotel presenteerde zichzelf vanaf toen naast hotel ook als een café-restaurant. 
Circa 1909 liet J.J.H. Frison een Vereenigingsgebouw aan Zuid bouwen, dat via de tuin aangesloten werd op De Moriaan. De zaal werd gebruikt voor bijeenkomsten, toneel, lezingen en muziek.  In 1936 werd De Moriaan verkocht. De Telegraaf schreef een eulogie aan De Moriaan.  Het jaar daarop werd bekendgemaakt dat De Moriaan gesloopt zou worden, samen met het verenigingsgebouw, om het nieuwe raadhuis te bouwen. Dit betekende het einde van het enige hotel in Maassluis.  Door het aanbreken van de Tweede Wereldoorlog werd het raadhuis echter nooit gebouwd.
Het enige overblijfsel was de Morenkop. Deze werd meegenomen naar de nieuwe locatie van Hotel-Restaurant De Moriaan aan Haven 29, het voormalige café Bellevue.  De Put, zoals de locatie in de volksmond werd genoemd, bleef jaren lang leeg staan, hoewel elk jaar de locatie tijdens de Maassluise Vakantieweek werd gebruikt om er een tribune op te zetten.  In 1984 werd er een appartementsgebouw neergezet in De Put. 